# Ferranti-Effekt
Der nach seinem Entdecker Sebastian Ziani de Ferranti benannte Ferranti-Effekt tritt in Hochspannungsnetzen auf, wenn
- lange Freileitungen oder Kabelstrecken mit hoher Betriebskapazität am abnahmeseitigen Ende durch Ausschalten des Leistungsschalters plötzlich entlastet werden oder
- eine am Ende unbelastete Freileitung oder Kabelstrecke eingeschaltet, also plötzlich belastet wird.

Ferranti bemerkte bei der Inbetriebnahme des Kraftwerks Deptford im Jahre 1890 bei den Funktionsprüfungen (Lastabwurf bzw. Wiederinbetriebnahme) betriebsfrequente Spannungserhöhungen an den Freileitungsabgängen, welche durch diesen Effekt hervorgerufen wurden.
| Länge  | Überhöhung |
| ------ | ---------- |
| 100 km | 0,6 %      |
| 200 km | 2,3 %      |
| 300 km | 5,4 %      |
| 400 km | 10,1 %     |

Durch den Ferranti-Effekt treten betriebsfrequente Spannungsüberhöhungen infolge des kapazitiven Ladestroms auf, die von dem Blindwiderstand (der Reaktanz) der Freileitung oder der Kabelstrecke abhängen. Damit wird die Netzspannung UE am unbelasteten Ende der Leitung um folgenden Faktor größer als die Netzspannung US am Einspeisepunkt:
{\displaystyle {\frac {U_{E}}{U_{S}}}=\left(1+{\frac {1}{2}}{\frac {R+\mathrm {j} X_{L}}{\mathrm {j} X_{C}}}\right)^{-1}}
mit
- dem Ohmschen Widerstand {\displaystyle R}
- der imaginären Einheit j
- dem induktiven Blindwiderstand {\displaystyle X_{L}={\omega L'l}=\omega L}
  - der Kreisfrequenz ω
  - dem Induktivitätsbelag {\displaystyle L'={\frac {L}{l}}}
    - der Induktivität {\displaystyle L}
    - der Leitungslänge {\displaystyle l}
- dem kapazitiven Blindwiderstand {\displaystyle X_{C}={\frac {-1}{\omega C'l}}={\frac {-1}{\omega C}}}
  - dem Kapazitätsbelag {\displaystyle C'={\frac {C}{l}}}
    - der Kapazität {\displaystyle C}.

Die Spannungserhöhungen nehmen also zu, je länger die unbelastete Freileitung oder Kabelstrecke und der damit steigende  Blindwiderstand der Leitung ist, vgl. Tabelle. Dagegen wirkt sich der induktive Blindwiderstand wie der ohmsche Belag der Leitung reduzierend aus.
Bei Vernachlässigung des ohmschen Anteils (R = 0) ergibt sich der Faktor der Spannungserhöhung näherungsweise zu:
{\displaystyle \Rightarrow {\frac {U_{E}}{U_{S}}}\approx \left(1-{\frac {L\cdot C\cdot \omega ^{2}}{2}}\right)^{-1}}
Beim Zuschalten einer unbelasteten Freileitung oder Kabelstrecke treten zusätzlich transiente Vorgänge (Schaltüberspannungen) auf. Wirkt gleichzeitig noch ein einpoliger und durch die Erdschlusskompensation kompensierter Leiter-Erde-Fehler, so werden die Spannungsüberhöhungen durch den zusätzlichen Erdfehlerfaktor beträchtlich gesteigert, was zu einer Zerstörung von Anlageteilen durch Überspannung führen kann.

## Gegenmaßnahmen
Zur Reduzierung des Ferranti-Effektes werden Querkompensationsdrosselspulen (Ladestromdrosseln) eingesetzt. Diese werden je Leiter gegen Erde angeschaltet, vergrößern den induktiven Blindwiderstand der Leitung und reduzieren so die Spannungsüberhöhung.
Mit der Wahl der Spulenleistung kann die zeitweilige Spannungserhöhung bestimmt werden. Der Einsatz von Querkompensationsdrosselspulen auf den Anfang und das Ende der Leitung ergibt nicht nur eine Reduzierung des Ferranti-Effektes, sondern bewirkt auch eine Kompensation des kapazitiven Ladestromes bei Schwachlastbetrieb.
Des Weiteren werden Mitnahmeschaltungen eingesetzt, die ein gleichzeitiges Ausschalten beider Leistungsschalter am Anfang und Ende einer Freileitung ermöglichen.